# Belle Rose
Belle Rose es un lugar designado por el censo ubicado en la parroquia de Assumption en el estado estadounidense de Luisiana. En el Censo de 2010 tenía una población de 1902 habitantes y una densidad poblacional de 137,21 personas por km².

## Geografía
Belle Rose se encuentra ubicado en las coordenadas 30°2′32″N 91°2′59″O / 30.04222, -91.04972. Según la Oficina del Censo de los Estados Unidos, Belle Rose tiene una superficie total de 13.86 km², de la cual 13.86 km² corresponden a tierra firme y (0%) 0 km² es agua.

## Demografía
Según el censo de 2010, había 1902 personas residiendo en Belle Rose. La densidad de población era de 137,21 hab./km². De los 1902 habitantes, Belle Rose estaba compuesto por el 41.11% blancos, el 58.04% eran afroamericanos, el 0.16% eran amerindios, el 0.11% eran asiáticos, el 0.11% eran isleños del Pacífico, el 0.05% eran de otras razas y el 0.42% pertenecían a dos o más razas. Del total de la población el 0.42% eran hispanos o latinos de cualquier raza.